# جزيرة ساسوه الشرقية
جزيرة ساسوه الشرقية هي إحدى الجزر الواقعة في البحر الأحمر، وتتبع منطقة جازان جنوب غرب السعودية. تبلغ مساحة الجزيرة نحو 3,2 كم2 وتبعد عن الساحل بحوالي 45,70 ميل بحري.